# Nærøy
Nærøy è un ex comune norvegese della contea di Nord-Trøndelag. Dal 1º gennaio 2020 Vikna e Nærøy sono stati uniti nel neo-istituito comune di Nærøysund.